# 제47회 대종상
제47회 대종상은 2010년 9월 25일에 열린 시상식이다.

## 수상 및 후보

### 최우수작품상
- 시 - 이창동 수상
- 김복남 살인사건의 전말 - 장철수
- 맨발의 꿈 - 김태균
- 방자전 - 김대우
- 아저씨 - 이정범
- 악마를 보았다 - 김지운
- 의형제 - 장훈
- 하녀 - 임상수
- 하모니 - 강대규

### 감독상
- 이끼 - 강우석 수상
- 시 - 이창동
- 의형제 - 장훈
- 아저씨 - 이정범
- 하녀 - 임상수
- 김복남 살인사건의 전말 - 장철수
- 맨발의 꿈 - 김태균

### 시나리오상
- 시 - 이창동 수상

### 남우주연상
- 아저씨 - 원빈 수상
- 이끼 - 정재영
- 악마를보았다 - 최민식
- 악마를보았다 - 이병헌
- 맨발의 꿈 - 박희순
- 의형제 - 송강호
- 의형제 - 강동원

### 여우주연상
- 시 - 윤정희 수상
- 하모니 - 김윤진
- 김복남 살인사건의 전말 - 서영희
- 하녀 - 전도연
- 방자전 - 조여정

### 남우조연상
- 시 - 김희라 수상
- 방자전 - 송새벽 수상
- 이끼 - 유해진
- 방자전 - 오달수
- 김복남 살인사건의 전말 - 박정학
- 맨발의 꿈 - 고창석

### 여우조연상
- 하녀 - 윤여정 수상
- 김복남 살인사건의 전말 - 백수련
- 방자전 - 류현경
- 하녀 - 서우
- 하모니 - 강예원

### 신인남자배우상
- 바람 - 정우 수상
- 포화 속으로 - T.O.P
- 파괴된 사나이 - 엄기준
- 해결사 - 송새벽
- 시라노; 연애조작단 - 최다니엘

### 신인여자배우상
- 시라노; 연애조작단 - 이민정 수상
- 하모니 - 강예원
- 김복남 살인사건의 전말 - 지성원
- 반가운 살인자 - 심은경
- 대한민국 1% - 이아이

### 신인감독상
- 김복남 살인사건의 전말 - 장철수 수상
- 내 깡패 같은 애인 - 김광식
- 바람 - 이성한
- 하모니 - 강대규
- 해결사 - 권혁재

### 촬영상
- 이끼 - 김성복 수상
- 악마를 보았다 - 이모개
- 의형제 - 이모개
- 시 - 김현석
- 아저씨 - 이태윤

### 편집상
- 아저씨 - 김상범 수상

### 조명상
- 악마를 보았다 - 오승철 수상

### 음악상
- 맨발의 꿈 - 김준석 수상

### 의상상
- 방자전 - 정경희 수상
- 악마를 보았다 - 권유진
- 하녀 - 최세연
- 이끼 - 조상경
- 시 - 이충연

### 미술상
- 이끼 - 조성원 수상
- 이끼 - 이태훈 수상

### 기획상
- 맨발의 꿈 - 김준종 수상

### 영상기술상
- 아저씨 - 김태의 수상

### 음향기술상
- 이끼 - 오세진 외 1명 수상

### 한국영화공로상
- 최은희 수상

### 남자인기상
- 아저씨 - 원빈 수상

### 여자인기상
- 시라노; 연애조작단 - 이민정 수상

### 한류인기상
- 포화 속으로 - T.O.P 수상

### 해외영화특별상
- 압둘 하미드 주마 수상

### 자랑스러운 영화인대상
- 신영균 수상